# Juana de Hochberg
Juana de Hochberg-Sausenberg en francés: Jeanne, en alemán: Johanna (Neuchâtel, 1485-Époisses, 21 de septiembre de 1543) fue una noble señora feudal suiza. Fue condesa reinante de Neuchâtel entre 1503-1512 y 1529-1543.

## Biografía
Juana solo tuvo un hermano mayor, Guilherme, que murió en 1482, y fue la única hija del marqués Filipe de Hachberg-Sausenberg y Maria de Saboya. Sus abuelos paternos fueron el marqués Rodolfo IV de Hachberg-Sausenberg y Margarida de Vienne. Sus abuelos maternos fueron Amadeu IX, duque de Saboya y la princesa Yolanda de Francia.
Tras la muerte de su padre, el 9 de septiembre de 1503, se convirtió en la nueva condesa de Neuchâtel. También reclamó el estado de Baden, sin embargo, bajo voluntad mutua (confirmada en 1499 por el emperador Maximiliano I), el marqués Felipe y el marqués Cristóbal de Baden habían acordado que quien viviera más tiempo heredaría las propiedades del otro en Baden. A pesar de este obstáculo, continuó ostentando el título de marquesa de Baden, incluso sin tener acceso a su territorio.
El 3 de noviembre de 1504, se casó con el futuro duque Luis I de Orléans-Longueville, duque de Longueville y comenzó a gobernar junto a él. Luis era hijo de Francisco I de Orléans-Longueville, conde de Dunois y gobernador de Normandía e Inês de Saboya.
En 1508 recibió de Margarita de Austria, los señoríos de Château-Chinon y Noyers-sur-Serein.
En 1512, Neuchâtel fue ocupada por la Antigua Confederación Suiza, debido a la posición política favorable de Luis a Francia, que se consideraba una amenaza para la seguridad de la organización. La condesa participó en negociaciones con los cantones suizos para poner fin a la ocupación y acceder al país. Cuando quedó viuda en 1516, su posición mejoró y, en 1529, se suspendió la invasión y Juana pudo reinar nuevamente.
La duquesa falleció el 21 de septiembre de 1543 en la ciudad de Époisses, aproximadamente a los 58 años. Fue enterrada en la Iglesia de los Jacobinos en Dijon.
Otras tierras reclamadas por la condesa fueron las del Principado de Orange. Sus antepasados eran María, princesa de Orange y su marido, Juan III de Chalon-Arlay, cuya testamento dejaba a Alice, su bisabuela, como su heredera, en caso de que no haber descendientes del linaje paterno por sus dos hijos, como de hecho ocurrió.
Después de un largo proceso, el 20 de noviembre de 1553, diez años después de la muerte de la condesa, se decidió en la corte que Guillermo I, príncipe de Orange, devolvería la posesión del principado a los descendientes de Juana. Sin embargo, no lo hizo.

## Descendencia
- Claudio de Orléans-Longueville (1507 - 9 de noviembre de 1524), fue duque de Longueville, muerto en el sitio de Pávia. No se casó ni tuvo hijos.
- Luis II de Orléans-Longueville (5 de junio de 1510 - 9 de junio de 1537), duque de Longueville, fue el primer marido de María de Guisa, con quien tuvo dos hijos.
- Carlota de Orléans-Longueville (1 de noviembre de 1512 - 8 de septiembre de 1549), de soltera conocida como Mademoiselle de Longueville; se casó con Felipe de Saboya, duque de Nemours, con quien tuvo dos hijos.
- Francisco de Orléans, Marqués de Rothelin (11 de marzo de 1513 - 25 de octubre de 1548), conde de Neuchâtel, fue el sucesor de su madre; se casó con Jaqueline de Rohan, con quien tuvo dos hijos.

## Reconocimientos
En 1943, una calle de la ciudad de Neuchâtel, rue Jehanne de Hochberg, fue bautizada en su honor en conmemoración de los 400 años de su muerte.